# Humlelusern
Humlelusern, ibland stavat humleluzern och även kallad humlesmäre, (Medicago lupulina) är en art i familjen ärtväxter.

## Beskrivning
Humlelusernen är nedliggande, 2–5 decimeter lång, vanligen 1-årig med gula blommor i små, täta huvuden.

## Habitat
Humlelusern hör egentligen hemma i Asien, Sydeuropa och norra Afrika,  men förekommer numera förvildad från jordbruk i såväl hela Europa som Nordamerika.
I Syd- och Mellanverige finns humlelusern förvildad från odlingar allmänt på vägrenar och ängsmarker. Längst i norr kan den återfinnas på ruderatmark.

### Utbredningskartor
- Norden
- Norra halvklotet

## Biotop
Trivs bäst på kalkrik, företrädesvis torr mark.

## Användning
Humlelusern introducerades i Sverige på 1870-talet som foderväxt. Sådden sker med fröblandningar. I betesvallar kan kvarliggande frön ge viss återväxt några år utan nysådd, även om återväxten kan vara tämligen dålig. 

## Förväxlingsarter
- Tagglusern, Medicago polymorpha
- Sandlusern, Medicago minima
- Jordklöver, Trifolium campestre
- Trådklöver, Trifolium dubium

Vänsterklicka
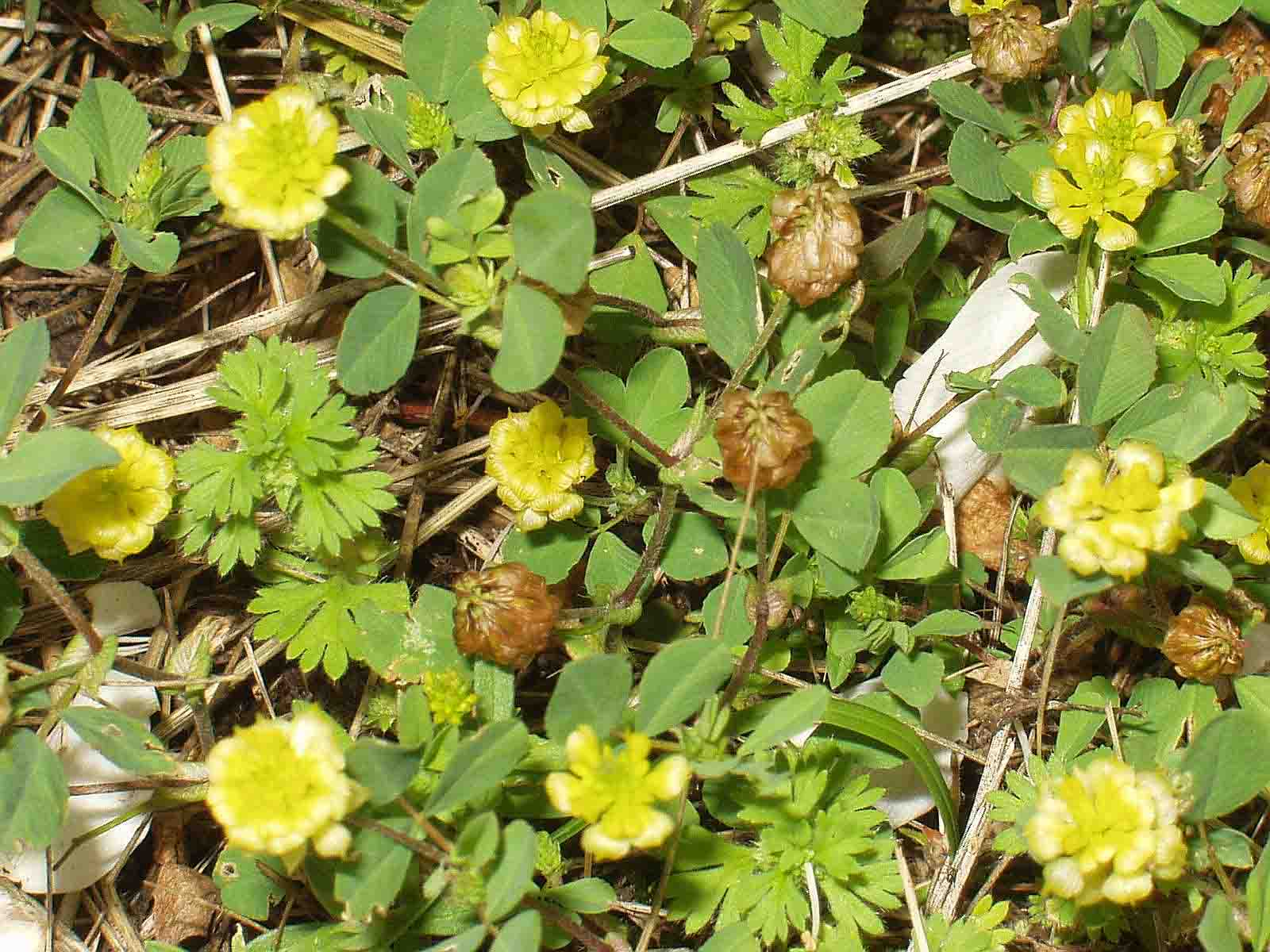
Jordklöver
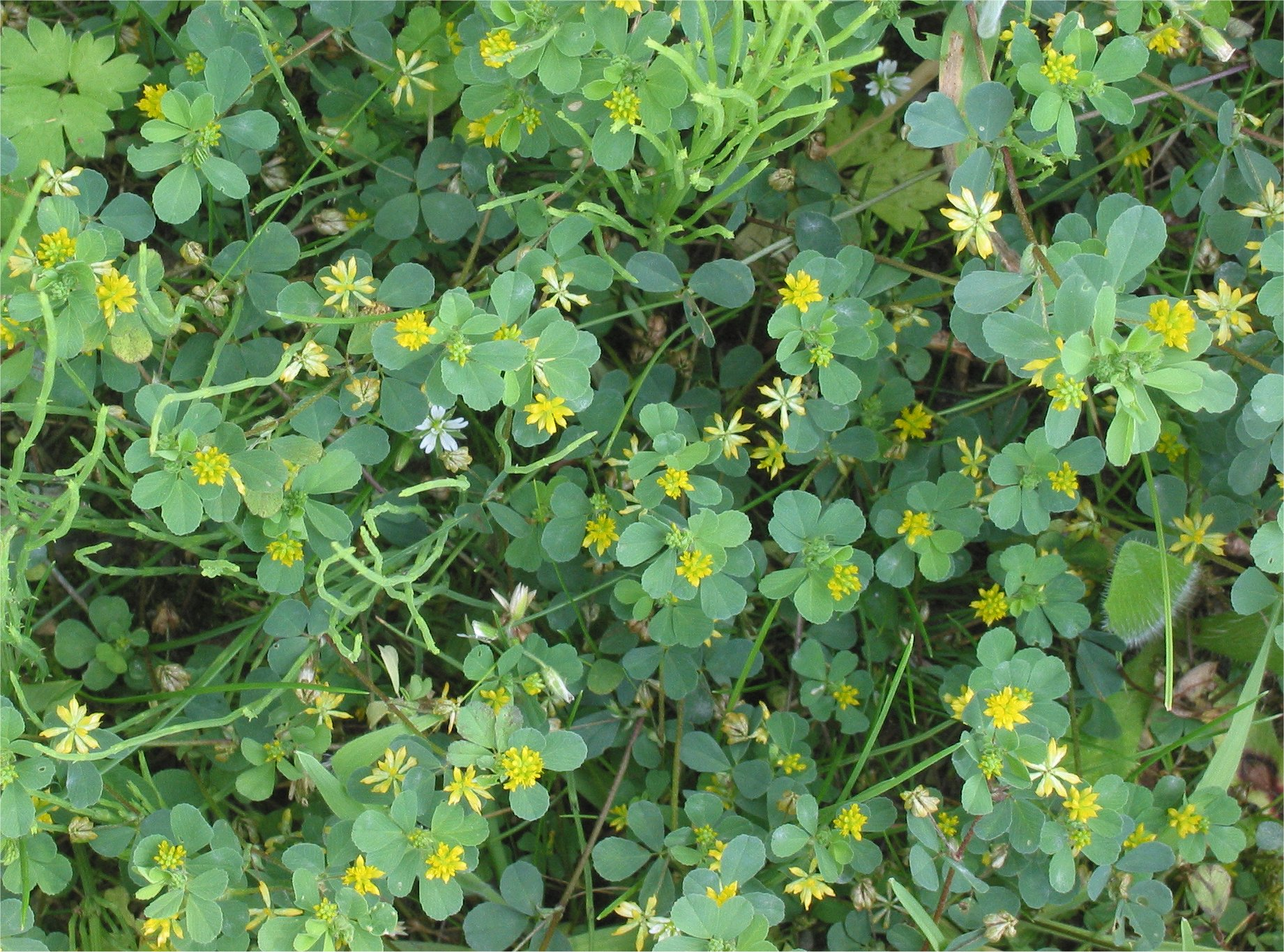
Trådklöver
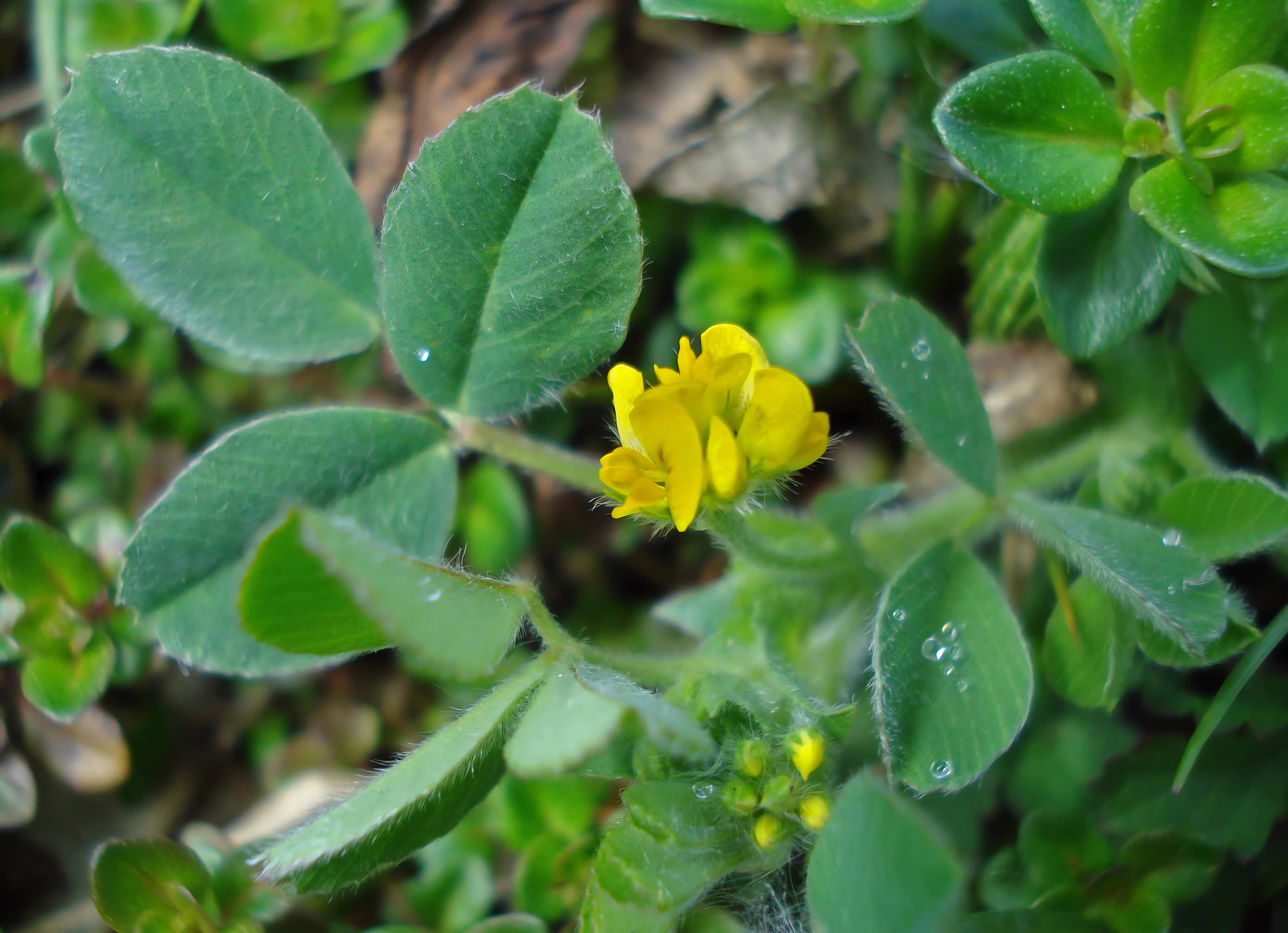
Sandlusern
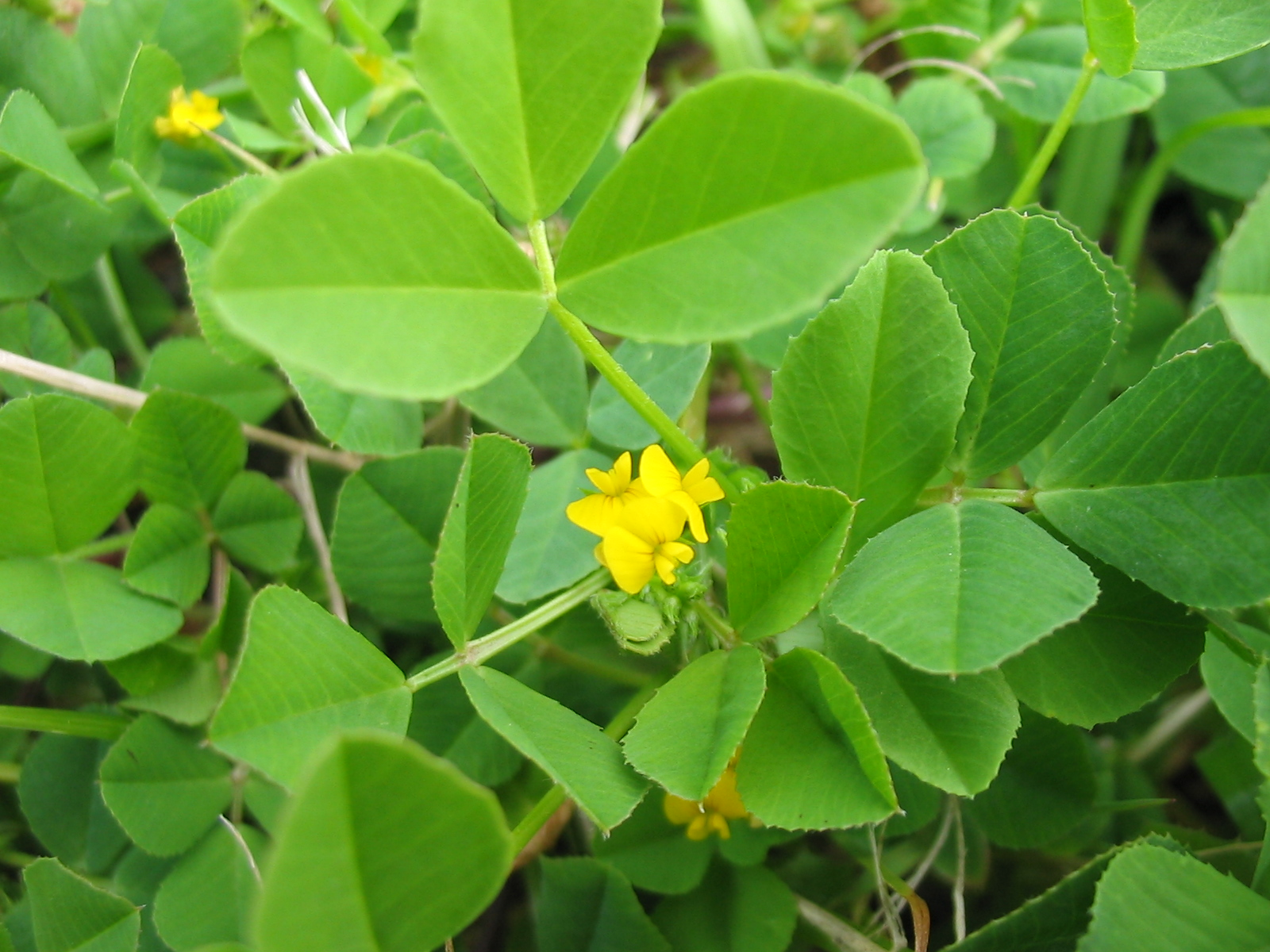
Tagglusern

## Etymologi

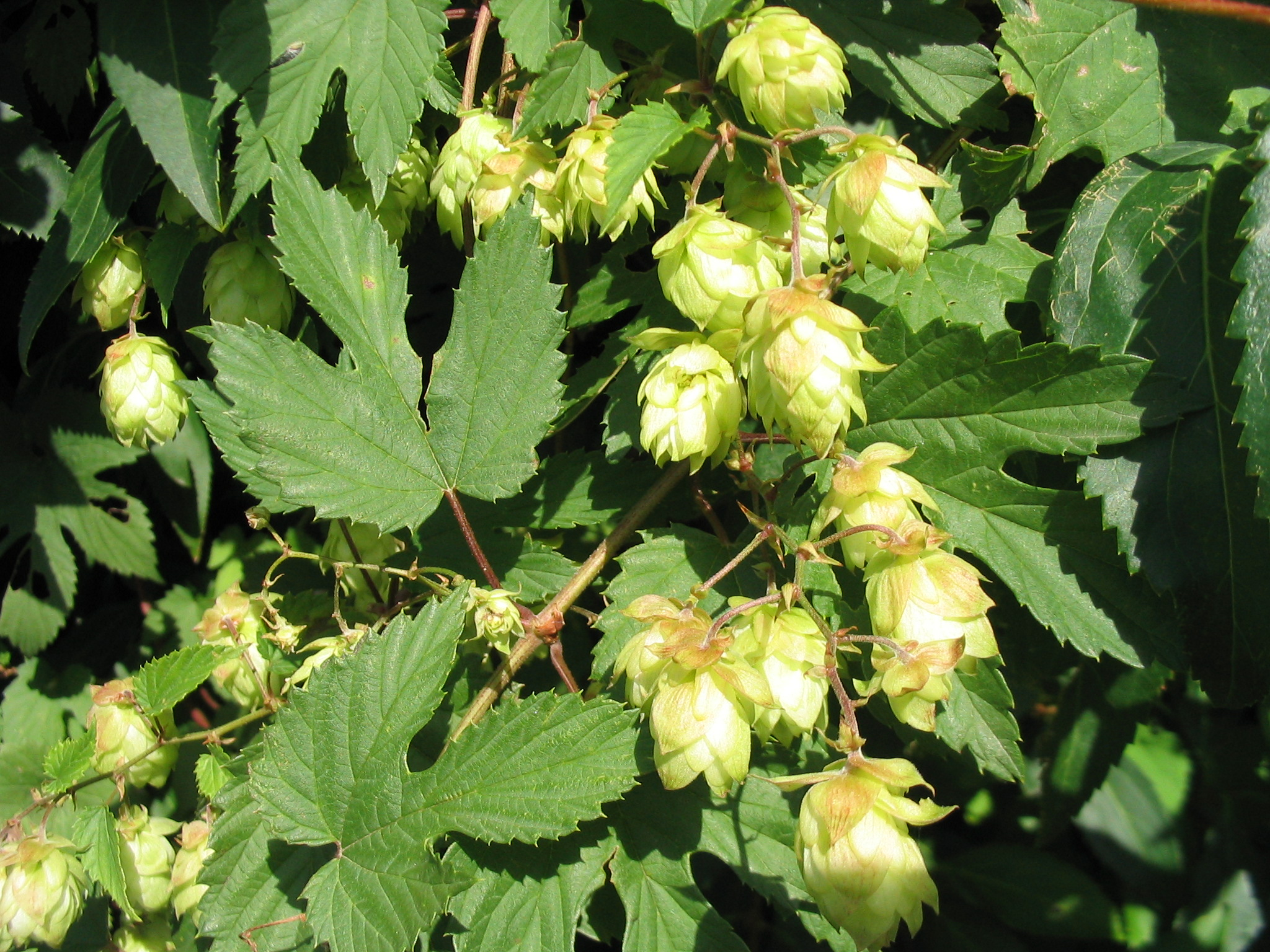
Humle

Lupulina betyder "lik humle", av lupulus, ett gammalt latinskt namn på humle, och suffixet inus (i femininum -ina) "-lik". Lupulus betyder i sin tur "liten varg", från lupus "varg" och diminutivsuffixet "-ulus".